# Jack Klugman
Jack Klugman, właśc. Jacob Joachim Klugman (ur. 27 kwietnia 1922 w Filadelfii, zm. 24 grudnia 2012 w Los Angeles) – amerykański aktor teatralny, filmowy i telewizyjny.